# Vitex floridula
Vitex floridula là một loài thực vật có hoa trong họ Hoa môi. Loài này được Duchass. & Walp. miêu tả khoa học đầu tiên năm 1852.